# Drepatelodes ostenta
Drepatelodes ostenta är en fjärilsart som beskrevs av William Schaus 1905. Drepatelodes ostenta ingår i släktet Drepatelodes och familjen silkesspinnare. Inga underarter finns listade i Catalogue of Life.